# Dekanat Strzegom

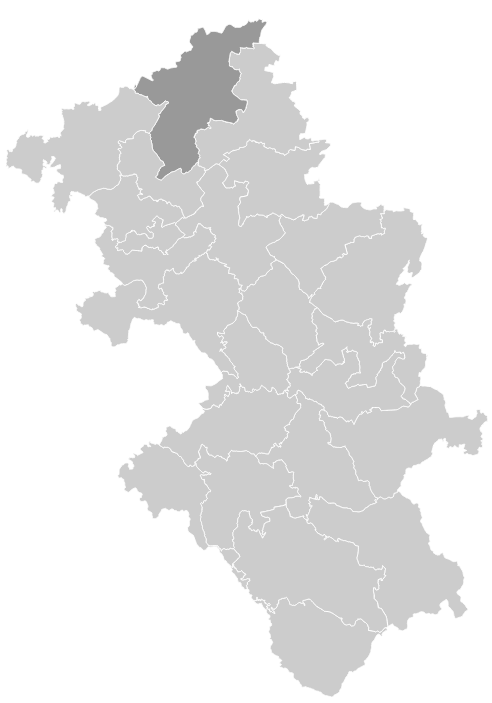
Położenie na mapie diecezji

Dekanat Strzegom – jeden z 24 dekanatów w rzymskokatolickiej diecezji świdnickiej.
Dekanat znajduje się na terenie województwa dolnośląskiego, w powiatach: jaworskim, średzkim i świdnickim. Jego siedziba ma miejsce w Strzegomiu, w bazylice Świętych Piotra i Pawła.

## Parafie i miejscowości
W skład dekanatu wchodzi 10 parafii:

### parafia Chrystusa Króla
- Goczałków → kościół parafialny
- Goczałków Górny

### parafia św. Jana Chrzciciela
- Jaroszów → kościół parafialny
- Mielęcin
- Mikoszowa
- Rusko → kościół filialny Świętych Piotra i Pawła

### parafia Podwyższenia Krzyża Świętego
- Bielany
- Damianowo → filia św. Michała
  - Księżyce
- Drogomiłowice → filia św. Józefa Oblubieńca NMP
- Gądków
- Jenków → filia Świętej Rodziny
- Konary → kościół parafialny
  - Dębki
- Łagiewniki Średzkie
- Rąbienice
- Różana

### parafia Trójcy Świętej
- Modlęcin
- Olszany → kościół parafialny

### parafia św. Jana Chrzciciela
- Bartoszówek
- Dziwigórz
  - Dębnica
- Lasek
- Lusina → filia Narodzenia NMP
- Piekary → kościół parafialny
- Udanin → filie NMP Anielskiej oraz św. Urszuli

### parafia NMP Różańcowej
- Niedaszów
- Rogoźnica → kościół parafialny oraz filia Świętych Szymona i Judy Tadeusza
- Targoszyn → filia św. Jadwigi
- Zimnik

### parafia Najświętszego Serca Pana Jezusa
- Grochotów
- Stanowice → kościół parafialny

### parafia Najświętszego Zbawiciela Świata i NMP Szkaplerznej
- Graniczna
- Strzegom → kościół parafialny
- Wieśnica
- Żółkiewka

### parafia Świętych Piotra i Pawła
- Granica
- Międzyrzecze
- Morawa
- Stawiska
- Strzegom → kościół parafialny oraz filie św. Antoniego, św. Barbary i św. Jadwigi
  - Grabina
- Tomkowice → filia bł. Karoliny Kózkówny

### parafia św. Marcina
- Budziszów Mały
- Budziszów Wielki → filia Dobrego Pasterza
- Jarostów
- Karnice
- Michałów
- Ujazd Dolny
- Ujazd Górny → kościół parafialny

Powyższy wykaz przedstawia wszystkie miasta, wsie oraz dzielnice miast, przysiółki wsi i osady w dekanacie.